# Ciales
Ciales es un municipio de la región central montañosa del Estado Libre Asociado de Puerto Rico. Fue fundado el 24 de junio de 1820 por Isidro Rodríguez. También es conocida como «La Ciudad de la Cohoba», «La Tierra del Café» y «Ciales, Puerta de la Cordillera Central». Ciales está repartida en 8 barrios y Ciales Pueblo, el centro administrativo y principal población del municipio. Ciales está situado en la zona norte y centro de Puerto Rico. Colinda por el norte con los pueblos de Manatí y Barceloneta, con Jayuya y Orocovis por el sur, con Morovis por el este y por el oeste con Utuado. Actualmente, Ciales cuenta con ocho barrios: Jaguas, Pesas, Cordillera, Pozas, Hato Viejo, Cialitos, Toro Negro y Frontón.

## Historia
Fundado en el año 1820, Ciales lleva al principio el nombre de «Villa Lacy», con el que honraba el nombre de su fundador, el general español Luis de Lacy. Sin embargo, desde sus comienzos muchos lo conocían como "Hato de Ciales" en referencia a las montañas calizas que le circuncindaban, y aún le circundan. Con el transcurrir de los años, muchos nombres y mucha historia (que inicia con su fundación el 24 de junio de 1820 y continúa hasta el presente siglo XXI) se agolpan sobre cada cialeño permitiendo que, aunque se dé bienvenida al progreso social y económico natural del desarrollo de los pueblos, permanezcan en el alma cialeña los gratos recuerdos como ejemplo de tesón y enseñanza de laboriosidad para las futuras generaciones de los conciudadanos orgullosos. 
A la mitad de la década de 1810, un grupo de vecinos de uno de los sectores que se componía el pueblo de Manatí, bajo la dirección de Don Isidro Rodríguez Villalobos, inició las gestiones para construirse un pueblo aparte. Para el año 1818, el grupo elevó la petición formal de separación y comenzó la organización del futuro municipio de Ciales o "Villa Lacy". Dos años después, ya el pequeño poblado contaba con 1064 habitantes. En esas circunstancias, el alcalde de Manatí se trasladó a la nueva comunidad acompañado del cura Juan Candelaria Collazo para organizar y supervisar las elecciones que darían como resultado la constitución del nuevo municipio. Así, constituido en 1820, se elige a Don Manuel Maldonado como el primer alcalde cialeño. 
Pueblo de artesanos e innumerables yacimientos arqueológicos, Ciales está localizado entre diversos mogotes, algunos con apariencia de busto de caciques taínos, a los que llaman "El Cerro de los Caciques". Esa peculiaridad, entre muchas otras, convierte a Ciales en pueblo atrayente, especialmente para aquellos quienes gustan la exploración. Sus frondosos cafetales mantienen el pueblo arraigado a las viejas y queridas tradiciones de pueblo cafetalero, sencillo y trabajador, amante de la naturaleza y de la rica cultura puertorriqueña. Todavía se cultiva el café en Ciales y existen dos torrefactores de café (uno en el barrio Cialitos y otro en el barrio Frontón). En la actualidad la artesanía es un arte ampliamente practicado. De ahí que Ciales se conozca en toda la isla como "la ciudad de los artesanos y los bellos paisajes".

## Geografía
Ciales está localizado en la región Central Montañosa de la Isla; al noroeste de Orocovis, al sur de Florida y Manatí, al este de Utuado y Jayuya, al oeste de Morovis.

### Barrios
- Ciales Pueblo
- Cialitos
- Cordillera
- Frontón
- Hato Viejo
- Jaguas
- Pesas
- Pozas
- Toro Negro

- Cumbre

### Ríos
- Río Toro Negro
- Río Grande de Ciales
- Río Cialitos
- Río Pozas
- Río Yunes
- Río Balbas
- Río Encantado
- Sonadora
- Manatuabón
- San Lorenzo
- Toro Negro

## Símbolos municipales

### Escudo de Ciales
Fondo de oro (amarillo), un león rampante color púrpura (morado) sosteniendo un documento enrollado color plata (blanco) acompañado en jefe por tres rosas de gules (rojo), hojadas de sinople (verde) puestas en faja. Por timbre, una corona de oro mural de tres torres, mazonada de sable (negro) y aclarada en púrpura. Rodean al escudo por sus flancos y puntas, dos ramas de cafeto, frutadas de su color natural, cruzadas bajo el escudo y atadas por una cinta de gules. Debajo o pisando el lazo de la cinta y los extremos de las ramas de cafeto, va una filacteria o cinta volante blanca con la inscripción «LACY ES» escrita en letras negras.
El león púrpura es símbolo de la familia LACY.

El pergamino que sostiene el león significa la libertad y el régimen  constitucional de los LACY.

Las tres rosas simbolizan la patrona del pueblo, la Virgen del Rosario.

La corona mural es insignia cívica de las ciudades.

Las tres torres significan que es una villa.

Las ramas de cafeto recuerdan que Ciales es un municipio ubicado en la región cafetalera de Puerto Rico.

El lema LACY es un anagrama de Ciales....

## Patrimonio
- Iglesia de Nuestra Señora del Rosario (actual 1963)
- Puente Mata de Plátano (1905)
- Antiguo cementerio municipal (1861)
- Casa Pintueles Co. (1850)
- Antiguo Hospital Municipal (1912)
- Casa Alcaldía (1915)
- Antigua plaza del Mercado (1924)
- Antiguo parque de bombas (1947)
- Nuevo parque de bombas (1999)
- Museo del Café – calle Palmer y paseo del Aroma
- Museo Juan A. Corretjer
- Casona de la Familia De Jesús Blanco
- Centro de acopio
- Fábrica de muebles Los Villalobos
- Aserradero de Nando Otero – Bo. Hato Viejo Cumbre
- Río Encantado (14 millas subterráneo)
- Cueva Las Archillas
- Bosque de los Tres Picachos (5,000cds.65 % en Ciales)
- Lago del Guineo – Es el lago ubicado a mayor elevación en Puerto Rico, Bo. Matrulla.
- Cascada Las Delicias
- Plaza Recreo (1927)
- Edificio Wincho (1895-1900) – Construido por Carlos Ereño, el mismo que construyó la antigua iglesia (1895-1900).

Parque Lineal Juan Antonio Corretjer 

### Atractivos naturales
- Río Encantado – Es uno de los ríos subterráneos más largos del mundo.
- Bosque Los Tres Picachos (65 % localizado en Ciales)
- Lago Guinea – El lago de mayor elevación sobre el nivel del mar en Puerto Rico
- Cascada Las Delicias
- Río Toro Negro
- Cueva de Las Archillas
- Cueva Las Golondrinas, barrio Cordillera
- Cueva Juan Nieves, barrio Frontón
- Cueva Yuyú (subterránea), barrio Frontón
- Cueva del Niño Encantado, barrio Caliche
- Cueva de la Virgen, barrio Jaguas Ventana
- La Cara del Indio

### Lista de alcaldes de Ciales
- 1820 Manuel Maldonado
- 1821 Isidoro Rodríguez Villalobos
- 1898-1902 Lorenzo Vélez Nieves
- 1902-1904 Gregorio Durán Báez
- 1904-1905 Eduardo Barreras
- 1905-1912 José Pilar Santiago
- 1912-1917 Luis Aguilera Viera
- 1917-1920 José Pilar Santiago
- 1920-1924 Toribio Rivera González
- 1924-1928 Luis Aguilera Viera
- 1928-1930 Jacobo Córdova Dávila
- 1930-1932 Álvaro Corrada del Río
- 1932-1936 Gregorio Durán Báez
- 1936-1940 Andrés Robles Pérez
- 1940-1943 Santiago Ruíz López
- 1943-1946 Miguel Rodríguez Echevarría
- 1946-1964 José López Vega
- 1964-1968 Ovidio Lamoso Coira
- 1968-1972 Ismael Nazario Morales
- 1972-1976 Alexis E. Otero Fernández
- 1976-1980 José Villanueva San Miguel
- 1980-1988 Roque Otero Cortés
- 1988-1992 Daniel Jiménez Martínez
- 1992-2004 Ángel M. Otero Pagán
- 2004-2012 Luis "Rolan" Maldonado Rodríguez
- 2012-2016 Juan José Rodríguez Pérez
- 2016-2020 Luis "Rolan" Maldonado Rodríguez
- 2020-Actual Alexander Burgos Otero